# فتيات الشبكة

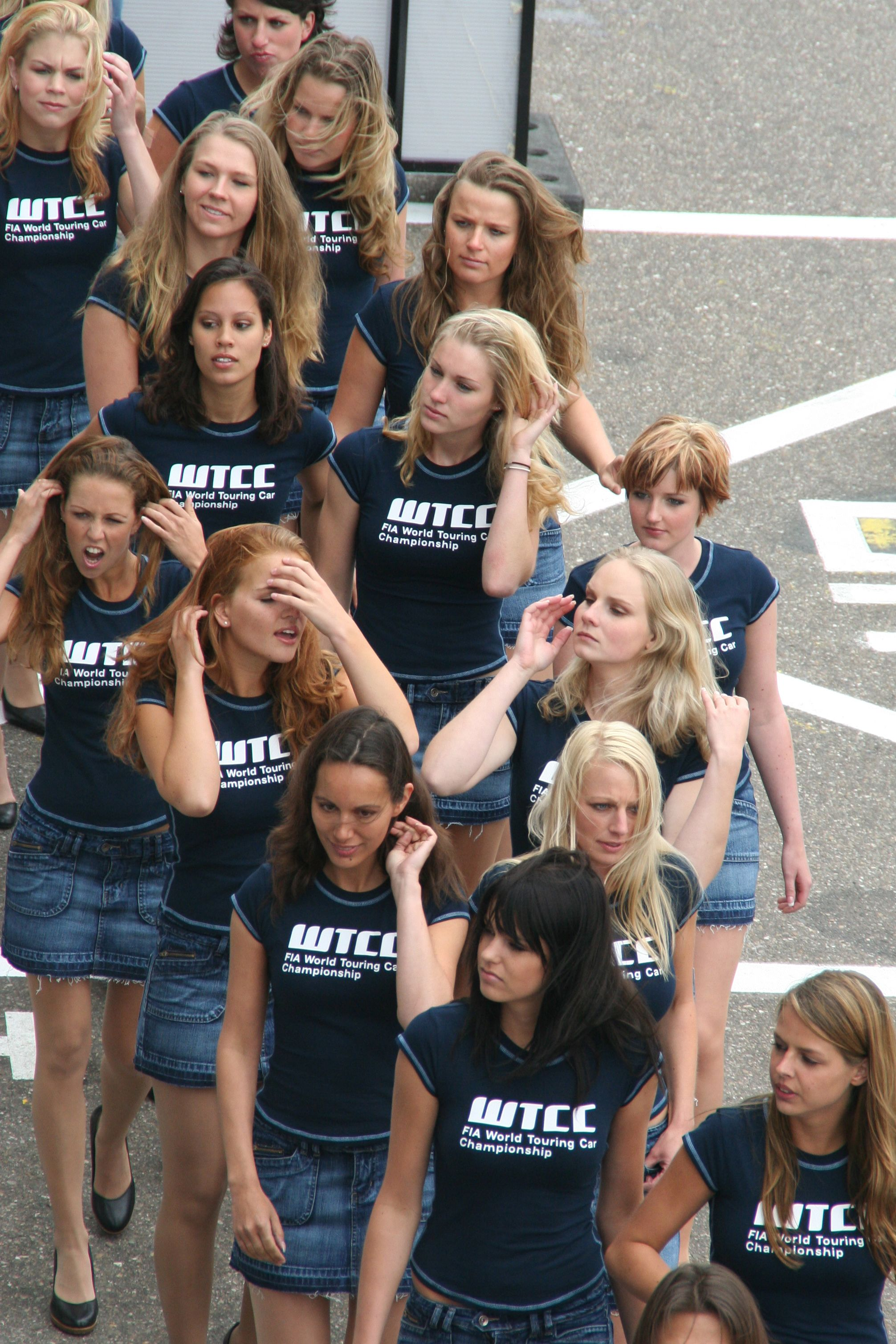

يُعد مصطلح فتيات الحقل (أو فتيات الشبكة، أو فتيات الشمسية) مصطلحًا يتم استخدامه في سباقات الدراجات النارية الاحترافية لسنواتٍ عديدة. وهو يشير إلى الفتاة التي يتم توظيفها للإمساك بـالشمسيات فوق المتسابقين لحمايتهم من الشمس. «الحقل» إلى الحظيرة التي يتم فيها سرج خيول السباق وعرضها قبل السباق، أو في هذه الحالة، المكان الذي يتم فيه إعداد الدراجات النارية وصيانتها قبل السباق وأثناءه.
وقبل بدء السباق (إما بطولة السوبر بايك أو موتو جي بي)، يجب على الركاب أن يقوموا بسحب الشبكة وانتظار جميع المتسابقين الآخرين حتى يأخذوا أماكنهم على الصف يقف الركاب على الشبكة حتى يتم الانتهاء من جميع الفحوصات والتعديلات والتزويد بالوقود قبل انطلاق السباق. وغالبًا ما تبلغ درجة حرارة الطقس بالسباق أكثر من 30 درجة مئوية، كما أن ملابس السباق الجلدية المُبَطنة ببطانةٍ ثقيلة تجعل عملية الانتظار على الشبكة عملية غير مريحة على الإطلاق. ومن أجل حماية الركاب من الإعياء وضربة الشمس، يقوم الرعاة باستخدام فتيات الحقل للإمساك بالشمسيات لحماية المتاسبقين متى تعرضوا للشمس.
كما يتم عادةً استخدام الفتيات أيضًا للإعلان عن رعاة الفريق الذي ينافس في السباق. ونظرًا لشهرتهم أيضًا كـعارضات ترويجيات، يتراوح سنهن غالبًا من 18-30 سنة وهن أيضًا عارضات أزياء. كما أنه بإمكانهن جذب الانتباه من خلال ارتداء ملابس مجهزة ضيقة (غالبًا ما تكون قصيرة وكاشفة للجسم) والتي تحمل شعار/تصميم الرعاة.